# Beaulieu (Costa d'Or)
Beaulieu és un municipi francès, situat a la regió de Borgonya - Franc Comtat, al departament de Côte-d'Or.
El 2019 tenia 25 habitants.